# Raión de Pidhaietskyi
Pidhaitsi (en ucraniano: Підгаєцький район) fue un raión o distrito de Ucrania en el óblast de Ternopil. En la reforma territorial de 2020, su territorio fue incluido en el raión de Ternópil.
Comprendía una superficie de 496 km².
La capital era la ciudad de Pidhaitsi.

## Demografía
Según estimación 2010 contaba con una población total de 19956 habitantes.

## Otros datos
El código KOATUU es 6124800000. El código postal 48000 y el prefijo telefónico +380 3542.